# Gary Davis
Reverend Gary Davis (* 30. April 1896 in Laurens, South Carolina; † 5. Mai 1972 in Hammonton, New Jersey) war ein einflussreicher und technisch herausragender Blues-Gitarrist und -Sänger.
Im Gegensatz zu den meisten heutigen Fingerpickern zupfte er nur mit Daumen und Zeigefinger, was aber für den Piedmont Blues typisch war.

## Biografie
Gary Davis erblindete während seiner Kindheit vollständig. Er lernte autodidaktisch Gitarre, Banjo und Mundharmonika. Zunächst trat er bei Partys in seinem Heimatort auf, danach zog er nach Durham, North Carolina, und lebte dort als Straßenmusiker. Um 1927 wurde er Baptistenprediger, daher der Titel Reverend (Pfarrer/Pastor).
Anfang der 30er Jahre lernte er Blind Boy Fuller kennen. Mit ihm machte er im Juli 1935 seine ersten Aufnahmen für AMC in New York.
1942 zog Gary Davis mit seiner zweiten Frau nach New York. Ab Mitte der 1950er nahm er für verschiedene Labels auf und hinterließ sein reichhaltiges Repertoire, bestehend aus Blues, Ragtime und Gospelmusik.
Durch das Folk Revival wurde er „wiederentdeckt“ und Musiker wie Stefan Grossman, Ry Cooder, Jerry Garcia, Jorma Kaukonen und David Bromberg lernten von ihm. Coverversionen seiner Stücke nahmen u. a. auch Bob Dylan und Peter, Paul and Mary  auf. Das Stück Kokain von Hannes Wader ist eine deutsche Adaption des Cocaine Blues von Davis.
Auf dem Weg zu einem Auftritt erlitt Gary Davis einen Herzinfarkt. Er starb darauf im William Kessler Memorial Hospital. Sein Grab ist im Rockville Cemetery, Lynbrook (NY). Posthum wurde er 2009 in die Blues Hall of Fame aufgenommen. 2013 entstand ein Dokumentarfilm über sein Leben und seine Musik.

## Diskographische Hinweise
- Reverend Gary Davis 1935–1949 – Yazoo L 1023
- The Singing Reverend – Gary Davis & Sonny Terry – Stinson SLPX12 – 1954
- Gospel, Blues and Street Songs – Rev. Gary Davis and Pink Anderson – Riverside RLP 148 – 1956
- Pure religion and bad company – Folk Lyric FL125 – 1957
- Pure Religion – Prestige/Folklore 14028 – 1960
- A Little More Faith – Prestige/Bluesville – 1961
- Say No to the Devil – Bluesville 1049–1961
- Ragtime Guitar – Gary Davis & Stefan Grossman – Transatlantic TRA 244 – 1962 bis 1970
- Children of Zion – Reverend Gary Davis in Concert – Transatlantic TRA 249 – 1962
- Let Us Get Together – produced by Stefan Grossman – Kicking Mule Records 1963–1968
- Lo' I be with You Always – Kicking Mule Records 1959–1968
- Gary Davis & Short Stuff Macon – xtra 1964
- Rev. Gary Davis at Newport – Vanguard – 1966
- Blues and Gospel – Biograph – 1971
- Lord I Wish I Could See – mit Larry Breezer g – Biograph – 1971